# Ухваж (приток Тёды)
Ухваж — река в России, протекает в Бо́рецком сельском поселении Виноградовского района Архангельской области. Устье реки находится в 34 км по правому берегу реки Тёда. Длина реки составляет 36 км.

## Данные водного реестра
По данным государственного водного реестра России относится к Двинско-Печорскому бассейновому округу, водохозяйственный участок реки — Северная Двина от впадения реки Вычегда до впадения реки Вага, речной подбассейн реки — Северная Двина ниже места слияния Вычегды и Малой Северной Двины. Речной бассейн реки — Северная Двина.
Код объекта в государственном водном реестре — 03020300112103000027883.